# Vilma Charlton
Vilma Charlton (Vilma Belle Charlton; * 7. Dezember 1946 in Keith, Saint Ann Parish) ist eine ehemalige jamaikanische Sprinterin.
Bei den Olympischen Spielen 1964 in Tokio schied sie in der 4-mal-100-Meter-Staffel im Vorlauf aus.
1966 gewann sie bei den Zentralamerika- und Karibikspielen Bronze über 200 Meter. Bei den British Empire and Commonwealth Games in Kingston holte sie mit der jamaikanischen 4-mal-110-Yards-Stafette Bronze; über 100 Meter wurde sie Sechste und über 200 Meter Siebte.
Im Jahr darauf gewann sie bei den Panamerikanischen Spielen 1967 in Winnipeg eine weitere Bronzemedaille in der 4-mal-100-Meter-Staffel. Über 100 und 200 Meter wurde sie jeweils Fünfte.
Bei den Olympischen Spielen 1968 in Mexiko-Stadt scheiterte sie über 100 und 200 Meter in der ersten Runde. In der 4-mal-100-Meter-Staffel wurde sie mit der jamaikanischen Mannschaft im Vorlauf disqualifiziert.
Bei den Olympischen Spielen 1972 in München ereilte sie in der 4-mal-100-Meter-Staffel erneut in der ersten Runde das Aus durch Disqualifikation.

## Persönliche Bestzeiten
- 100 m: 11,66 s, 1967
- 200 m: 23,6 s, 9. Juli 1967, Los Angeles